# Fourgon d'appui

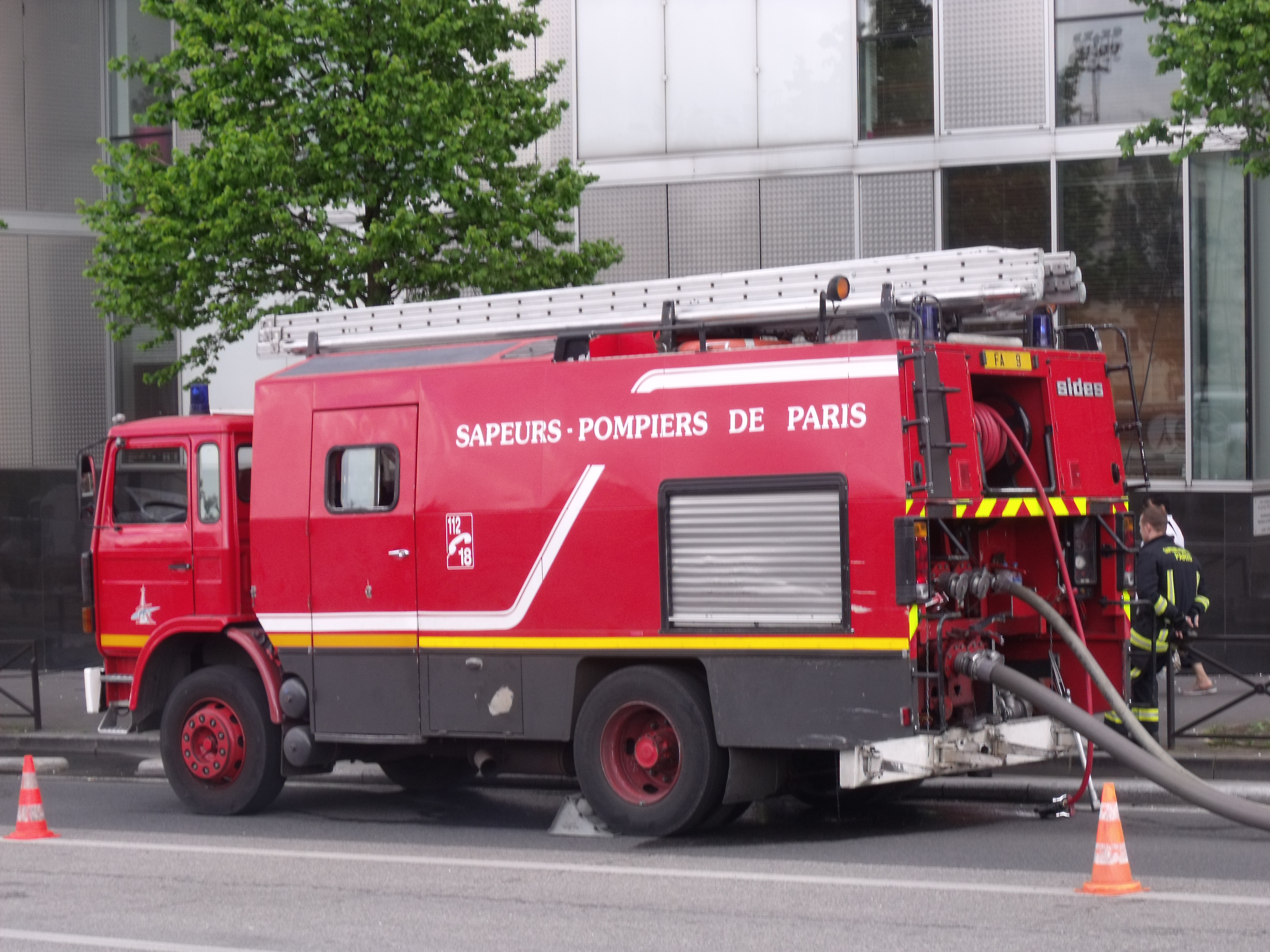
Fourgon d'appui FA9 des pompiers de Paris en mai 2012 dans le.

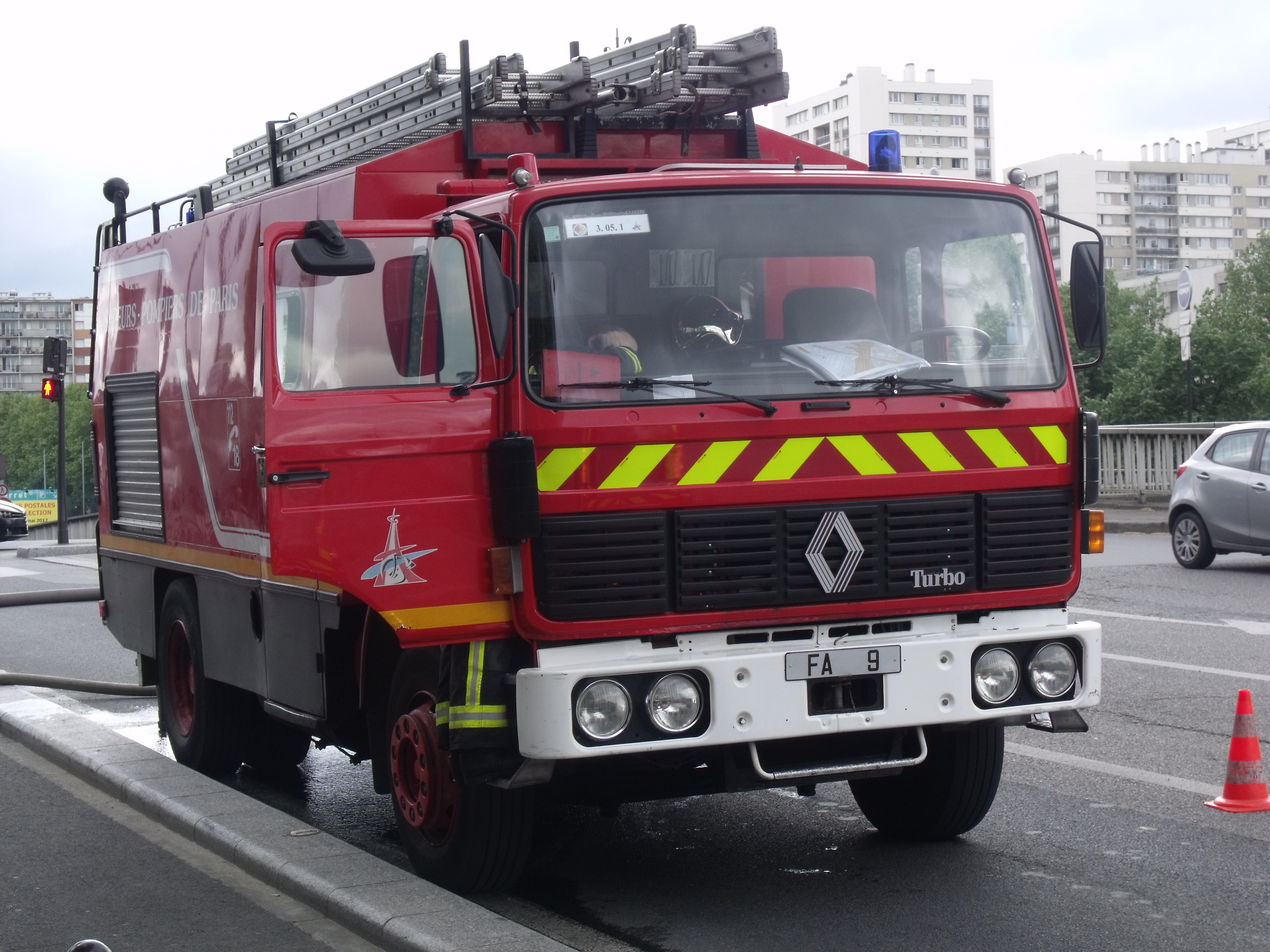
Fourgon d'appui des pompiers de Paris.

Un fourgon d'appui est un agrès de la brigade de sapeurs-pompiers de Paris destiné prioritairement à l'attaque du feu.

## Aspect général
Un fourgon d'appui est un camion poids lourd construit à partir du châssis d'un véhicule industriel et doté d'une cabine aménagée pour l'accueil de sapeurs-pompiers, le transport du matériel nécessaire à l'extinction de l'incendie, ainsi que la citerne permettant la première attaque. Celle-ci dispose d'une capacité de 1 000 litres. Cette citerne est généralement appelée « tonne » dans le jargon des sapeurs-pompiers.
Les fourgons d'appui prennent plusieurs formes différentes, suivant les châssis utilisés :
- Renault G210[1], aménagés par la société Sides.
- Renault G230[2], aménagés par la société Sides.
- Iveco Eurocargo 150E23[3], aménagés par la société Sides.
- Renault Premium[4], aménagés par la société Technamm.

## Utilisations

### Armement et équipement
Un fourgon d'appui est armé par huit sapeurs-pompiers : un chauffeur, un chef d'agrès, un sous officier alimentation, un homme de liaison et deux binômes d'attaque.
Outre sa tonne d'eau, il dispose d'un matériel d'attaque composé de 400 mètres de tuyaux de 110 millimètres de diamètre rangés en écheveau, de deux dévidoirs pour des tuyaux de 70 mm, d'une pompe ayant une capacité de 2 000 litres par minute, et de divers petits matériels d'épuisement et de signalisation. Une échelle trois plans est également disponible à bord. Comme l'ensemble des véhicules de sapeurs-pompiers français, ceux-ci disposent d'avertisseurs sonores et lumineux utilisés lors des interventions.

### En service
Entrés en service en 1990 les fourgons d'appui ont généralement été retirés du service en 2007, mais quelques exemplaires étaient encore en 2012 utilisés comme véhicules de réserve, en remplacement des engins immobilisés pour entretien mécanique. D'autres ont terminé leur service actif comme véhicules de formation au centre d'instruction de Villeneuve-Saint-Georges. Dans la nomenclature de la BSPP les fourgons d'appui étaient désignés FA.
Les fourgons d'appui servaient exclusivement dans les Centres de secours étant une caserne PC de compagnie. Le fourgon d'appui était généralement intégré au sein du binôme FACA accompagné du camion d'accompagnement.

### Sources bibliographiques
- Neil Wallington, L'Encyclopédie mondiale des camions de pompiers, Éditions Minerva, 2004.